# Karol Nawrocki
Karol Tadeusz Nawrocki  (uitspraak: ˈkarɔl naˈvrɔt͡skʲiⓘ) (Gdańsk, 3 maart 1983) is een Pools politicus en geschiedkundige. Hij is sinds 6 augustus 2025 de president van Polen.

## Levensloop
Nawrocki studeerde af aan de faculteit Geschiedenis van de Universiteit Gdańsk, waar hij in 2013 promoveerde op een proefschrift over het anticommunistisch verzet in Polen. Hij heeft ook een Master of Business Administration (MBA).
Hij werkte van 2009 tot 2017 bij het Instituut voor Nationale Herinnering, waar hij van 2013 tot 2017 leiding gaf aan de afdeling Publiek Onderwijs in Gdansk. Tussen 2011 en 2017 was hij voorzitter van de districtsraad van Siedlce in Gdańsk.
Van 2017 tot 2021 was Nawrocki directeur van het Museum van de Tweede Wereldoorlog in Gdańsk. Daarna keerde hij terug naar het Instituut voor Nationale Herinnering, waar hij in juni 2021 vicevoorzitter werd. In juli 2021 werd hij benoemd tot hoofd van het instituut.
Op 24 november 2024 werd Nawrocki door Recht en Rechtvaardigheid (PiS) voorgesteld en gesteund als onafhankelijke kandidaat voor de Poolse presidentsverkiezingen in 2025. In de eerste ronde op 18 mei 2025 eindigde hij met 29,1% van de stemmen als tweede. In de tweede ronde op 1 juni won hij met 50,89% van de stemmen van Rafał Trzaskowski van het Burgerplatform.
- Bibliothèque nationale de France: cb177766288 (data)
- Gemeinsame Normdatei: 1164246690
- International Standard Name Identifier: 0000 0001 1099 6049
- Library of Congress Control Number: n2013001872
- ORCID: 0000-0001-9886-7304
- Système universitaire de documentation: 231066929
- Virtual International Authority File: 161179331
- WorldCat: E39PBJcWp6DPyHDJKgTKHgbfMP